# سوزوکی فرانتی ۸۰۰
سوزوکی فرانتی ۸۰۰ (Suzuki Fronte ۸۰۰) خودرویی است که در سال‌های ۱۲.۱۹۶۵–۱۰.۱۹۶۹تولید شده‌است. 
طراحی آن FF بوده است. سیستم جعبه‌دندهٔ آن ۴ دنده به صورت دستی است.